# Bezirk Hinterrhein
Der Bezirk Hinterrhein (rätoromanisch District dal Rain Posteriur) war bis am 31. Dezember 2016 ist eine Verwaltungseinheit des Kantons Graubünden in der Schweiz. Am 1. Januar 2017 wurde er durch die Region Viamala ersetzt.

## Die Gemeinden des ehemaligen Bezirks Hinterrhein
| Wappen            | Gemeindename      | PLZ                   | Einwohner (31. Dezember 2023) | Fläche in km² | Einwohner pro km² | Kreis     |
| ----------------- | ----------------- | --------------------- | ----------------------------- | ------------- | ----------------- | --------- |
| Avers             | Avers             | 7447                  | 168                           | 93,14         | 2                 | Avers     |
| Domleschg         | Domleschg         | 7404, 7407, 7415–7419 | 2219                          | 45,94         | 48                | Domleschg |
| Fürstenau         | Fürstenau         | 7414                  | 349                           | 1,32          | 264               | Domleschg |
| Rothenbrunnen     | Rothenbrunnen     | 7405                  | 312                           | 3,11          | 100               | Domleschg |
| Scharans          | Scharans          | 7412                  | 838                           | 14,29         | 59                | Domleschg |
| Sils im Domleschg | Sils im Domleschg | 7411                  | 966                           | 9,28          | 104               | Domleschg |
| Hinterrhein       | Hinterrhein       | 7438                  | 73                            | 48,36         | 2                 | Rheinwald |
| Nufenen           | Nufenen           | 7437                  | 176                           | 28,04         | 6                 | Rheinwald |
| Splügen           | Splügen           | 7435                  | 403                           | 60,49         | 7                 | Rheinwald |
| Sufers            | Sufers            | 7434                  | 134                           | 34,64         | 4                 | Rheinwald |
| Andeer            | Andeer            | 7440                  | 926                           | 46,30         | 20                | Schams    |
| Casti-Wergenstein | Casti-Wergenstein | 7433                  | 67                            | 25,66         | 3                 | Schams    |
| Donat             | Donat             | 7433                  | 209                           | 4,67          | 45                | Schams    |
| Ferrera           | Ferrera           | 7444, 7445            | 82                            | 75,46         | 1                 | Schams    |
| Lohn              | Lohn              | 7433                  | 59                            | 8,20          | 7                 | Schams    |
| Mathon            | Mathon            | 7433                  | 57                            | 15,22         | 4                 | Schams    |
| Rongellen         | Rongellen         | 7430                  | 61                            | 2,02          | 30                | Schams    |
| Zillis-Reischen   | Zillis-Reischen   | 7432                  | 419                           | 24,48         | 17                | Schams    |
| Cazis             | Cazis             | 7408                  | 2416                          | 31,18         | 77                | Thusis    |
| Flerden           | Flerden           | 7426                  | 254                           | 6,09          | 42                | Thusis    |
| Masein            | Masein            | 7425                  | 532                           | 4,20          | 127               | Thusis    |
| Thusis            | Thusis            | 7430                  | 3405                          | 6,81          | 500               | Thusis    |
| Tschappina        | Tschappina        | 7428                  | 140                           | 24,67         | 6                 | Thusis    |
| Urmein            | Urmein            | 7427                  | 163                           | 4,32          | 38                | Thusis    |
| Total (24)        | Total (24)        | Total (24)            | 13’712                        | 617,91        | 22                |           |

## Veränderungen im Gemeindebestand

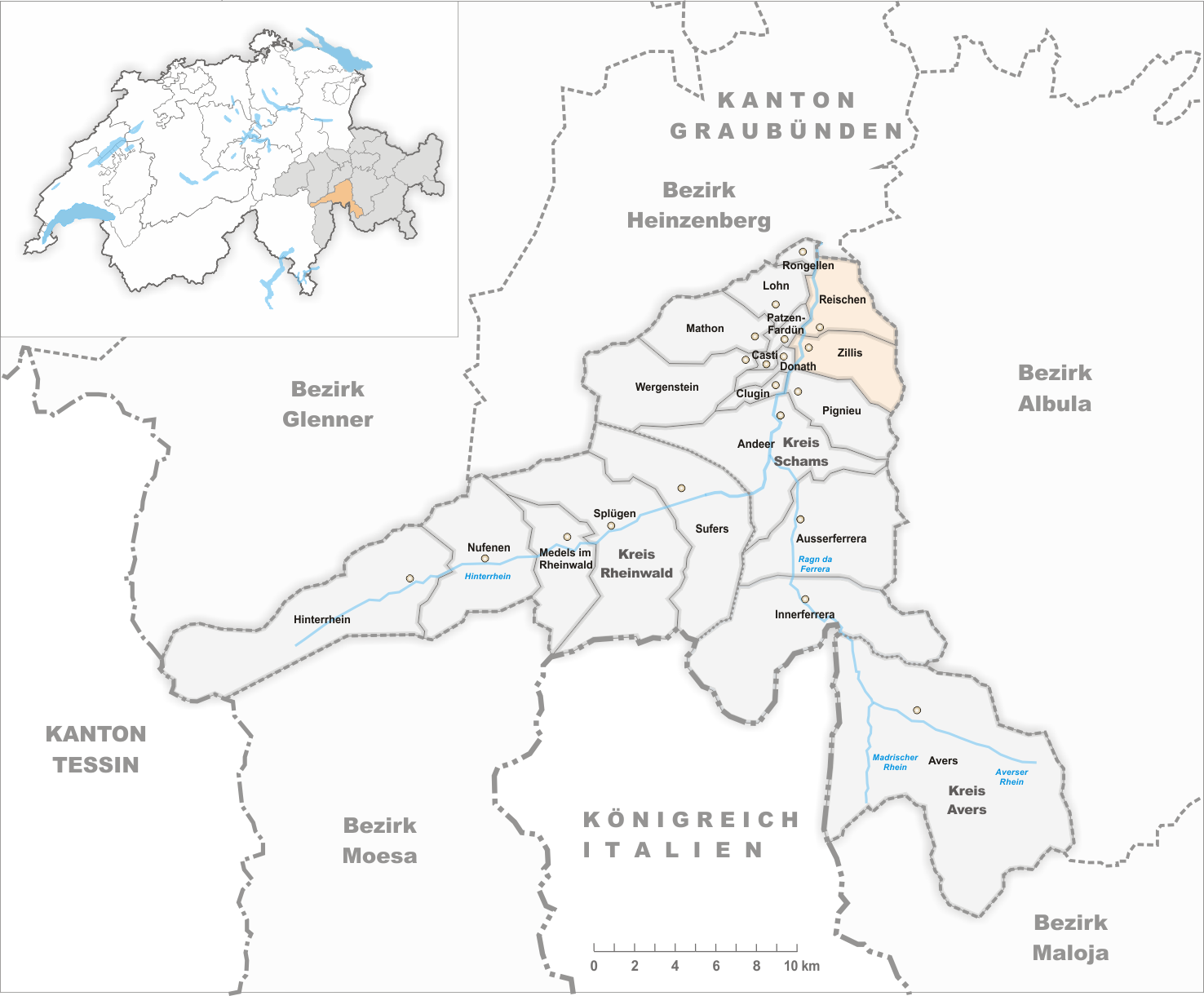
Gemeinden bis 1874
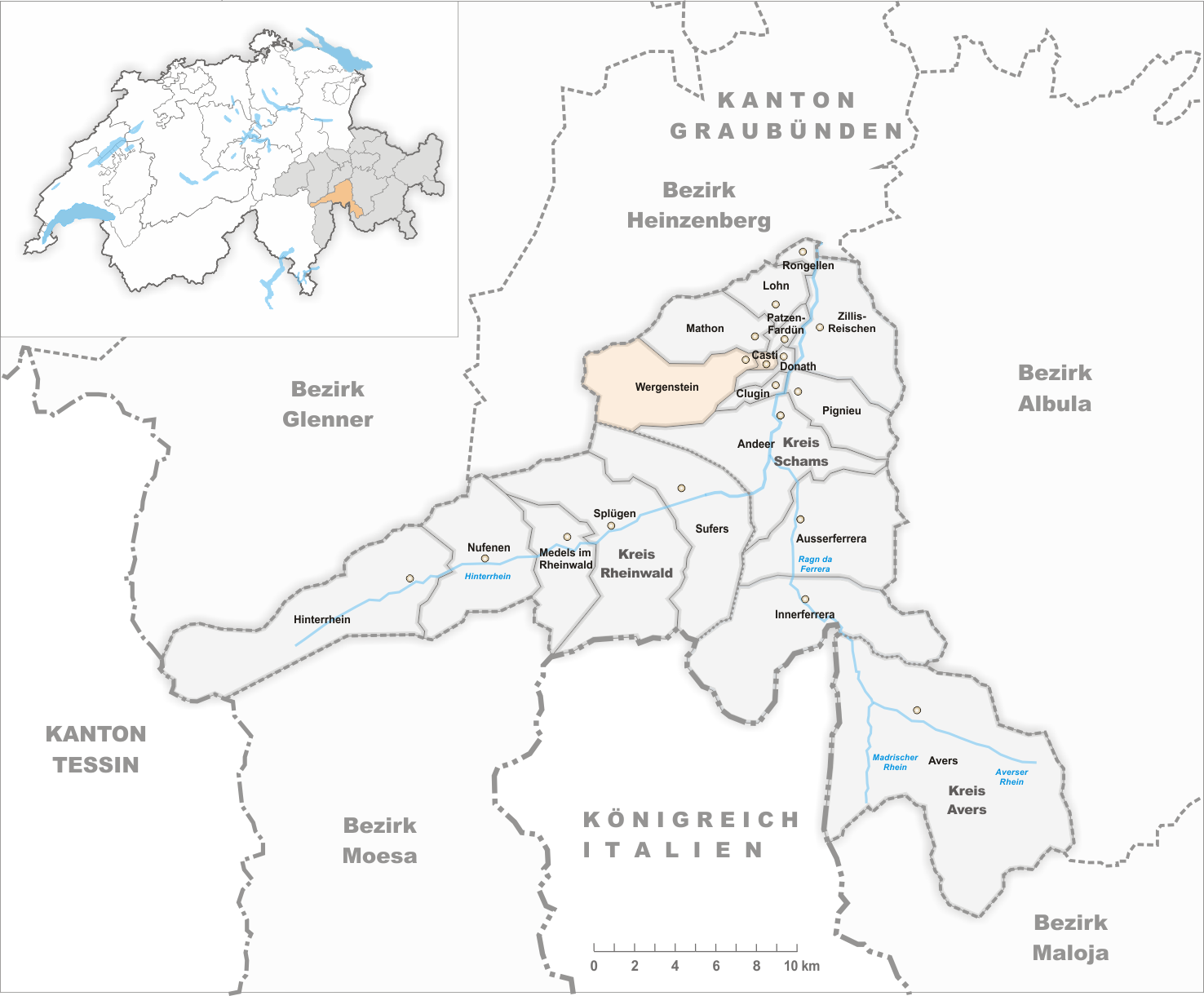
Gemeinden bis 1922
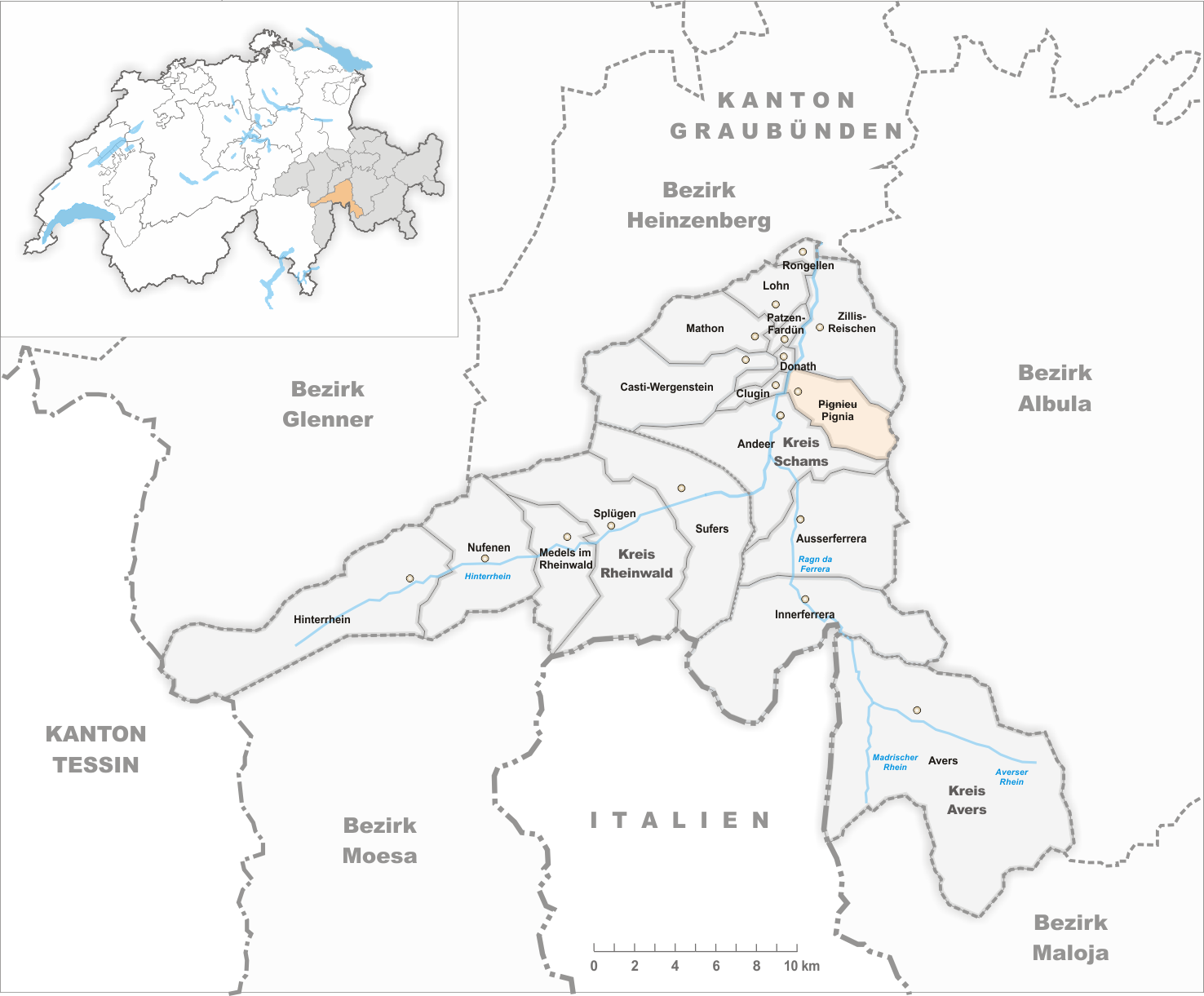
Gemeinden bis 1952
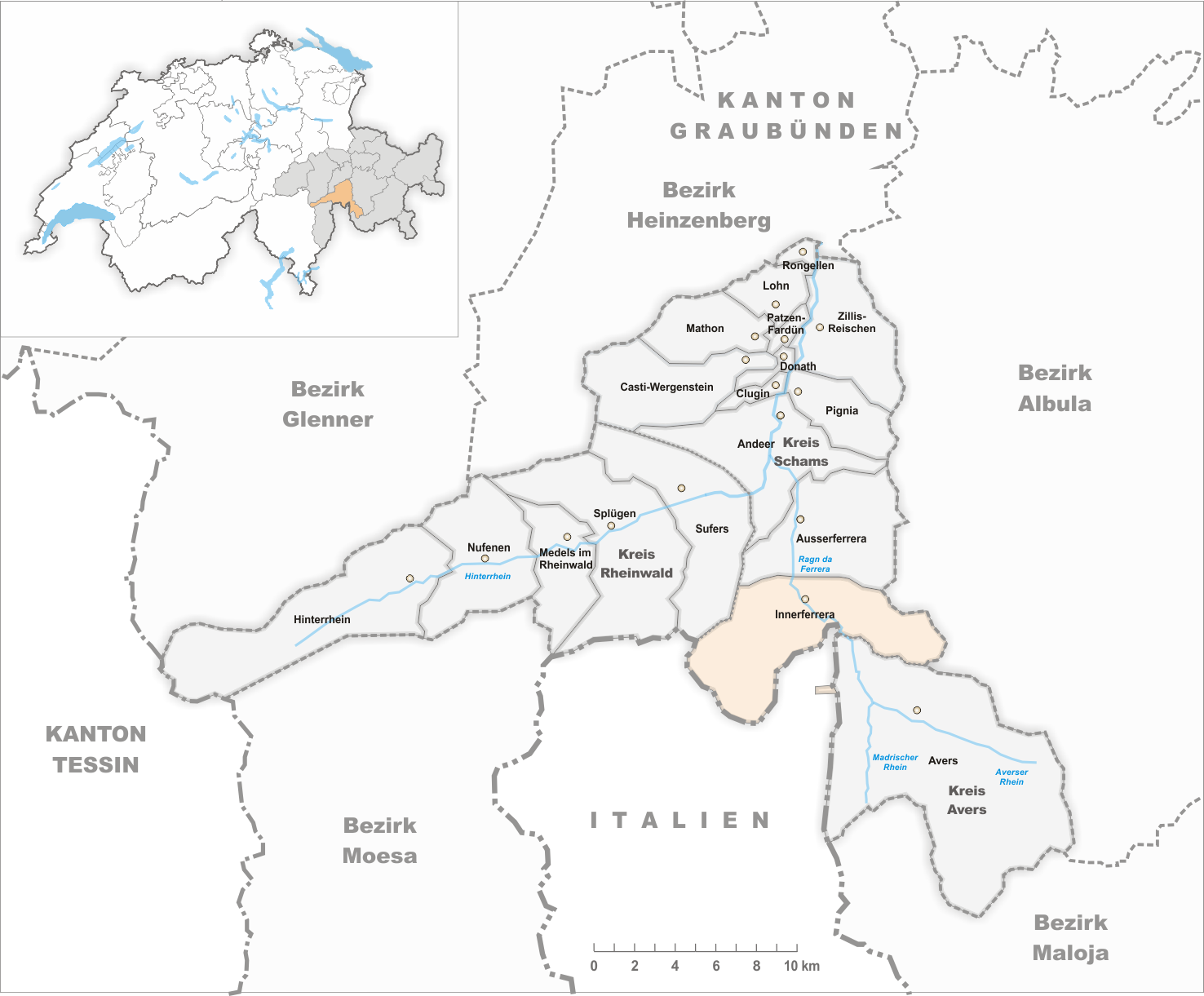
Gemeinden bis 1962
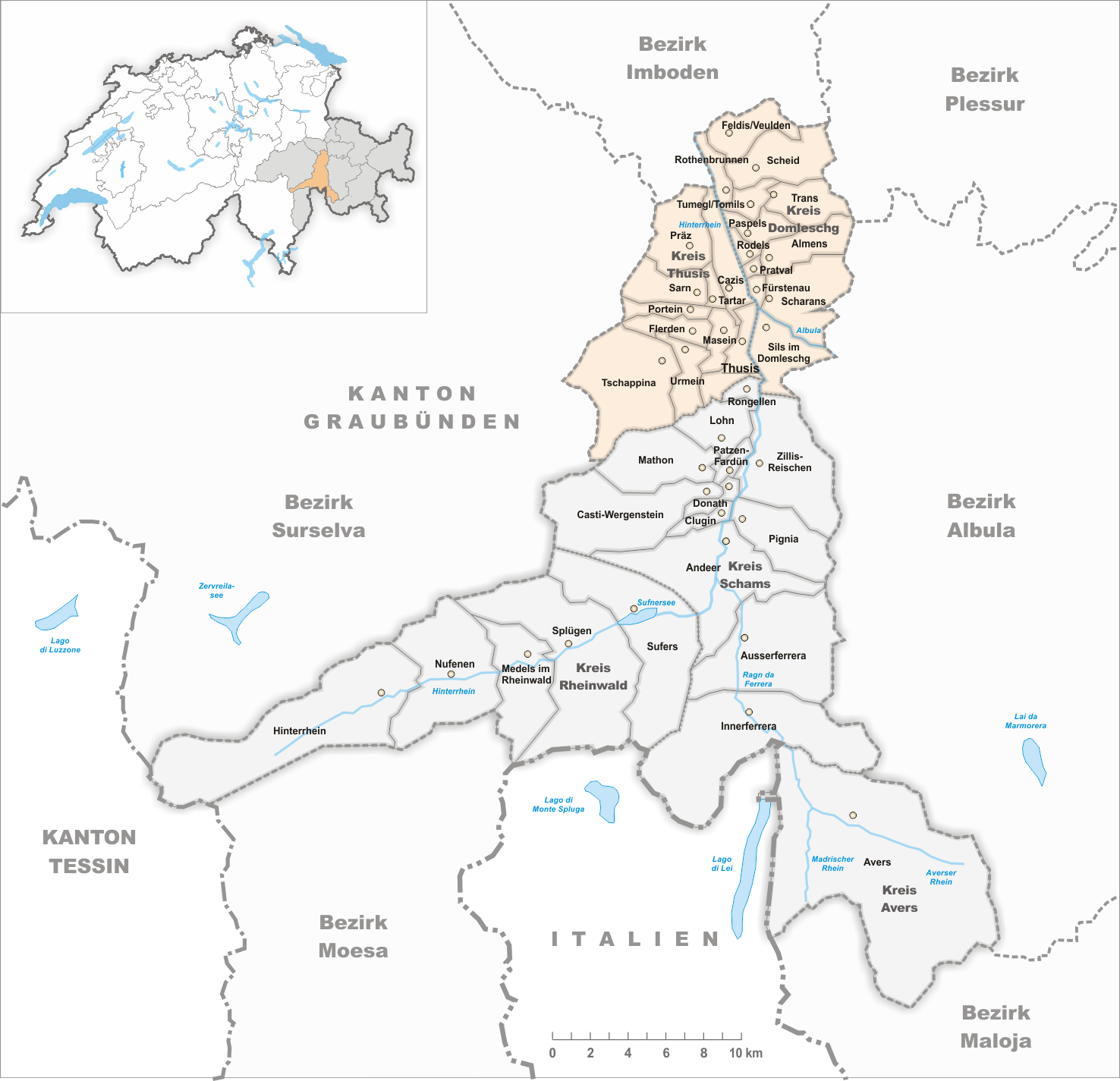
Gemeinden ab 2001
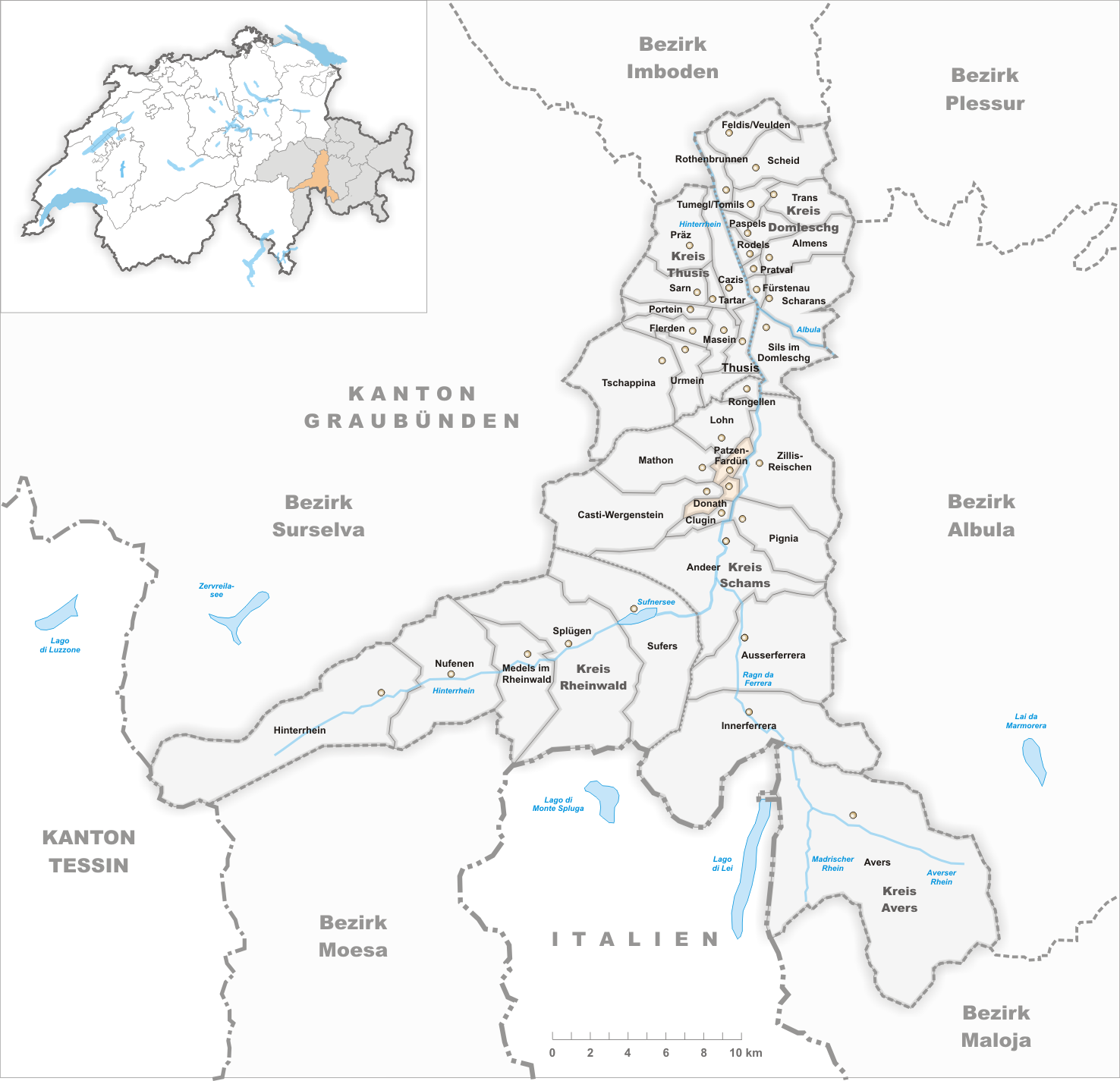
Gemeinden bis 2002
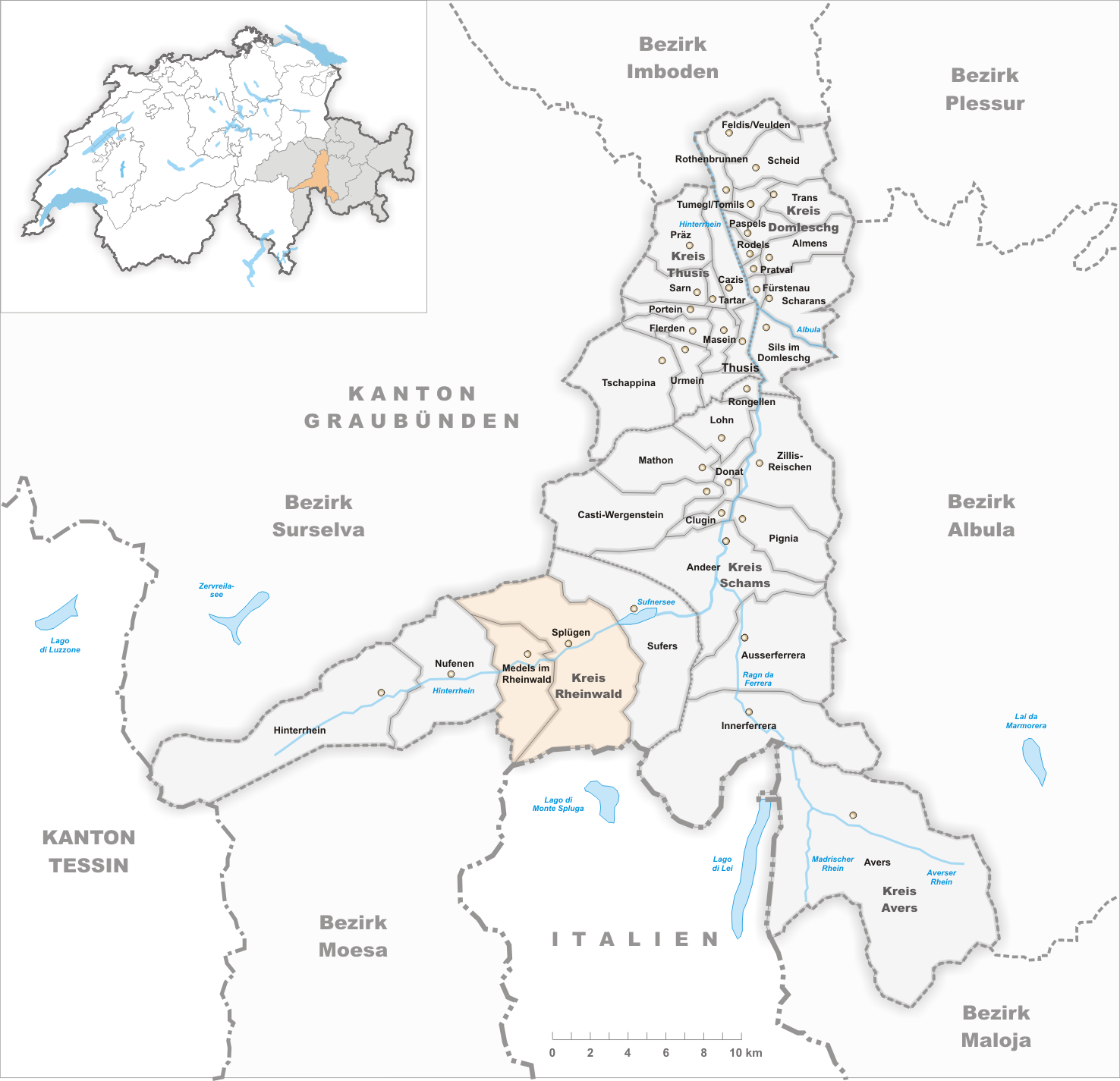
Gemeinden bis 2005
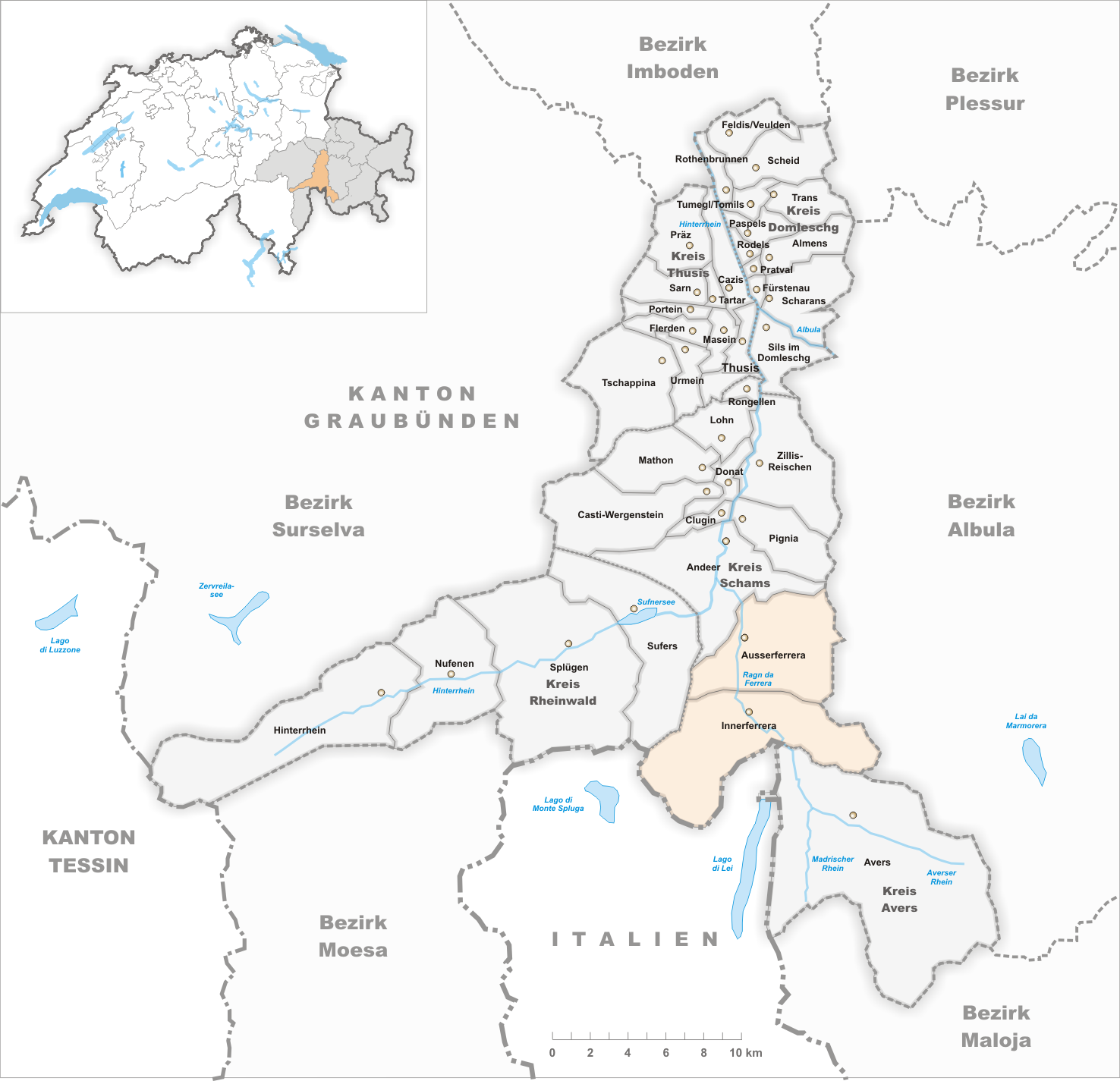
Gemeinden bis 2007
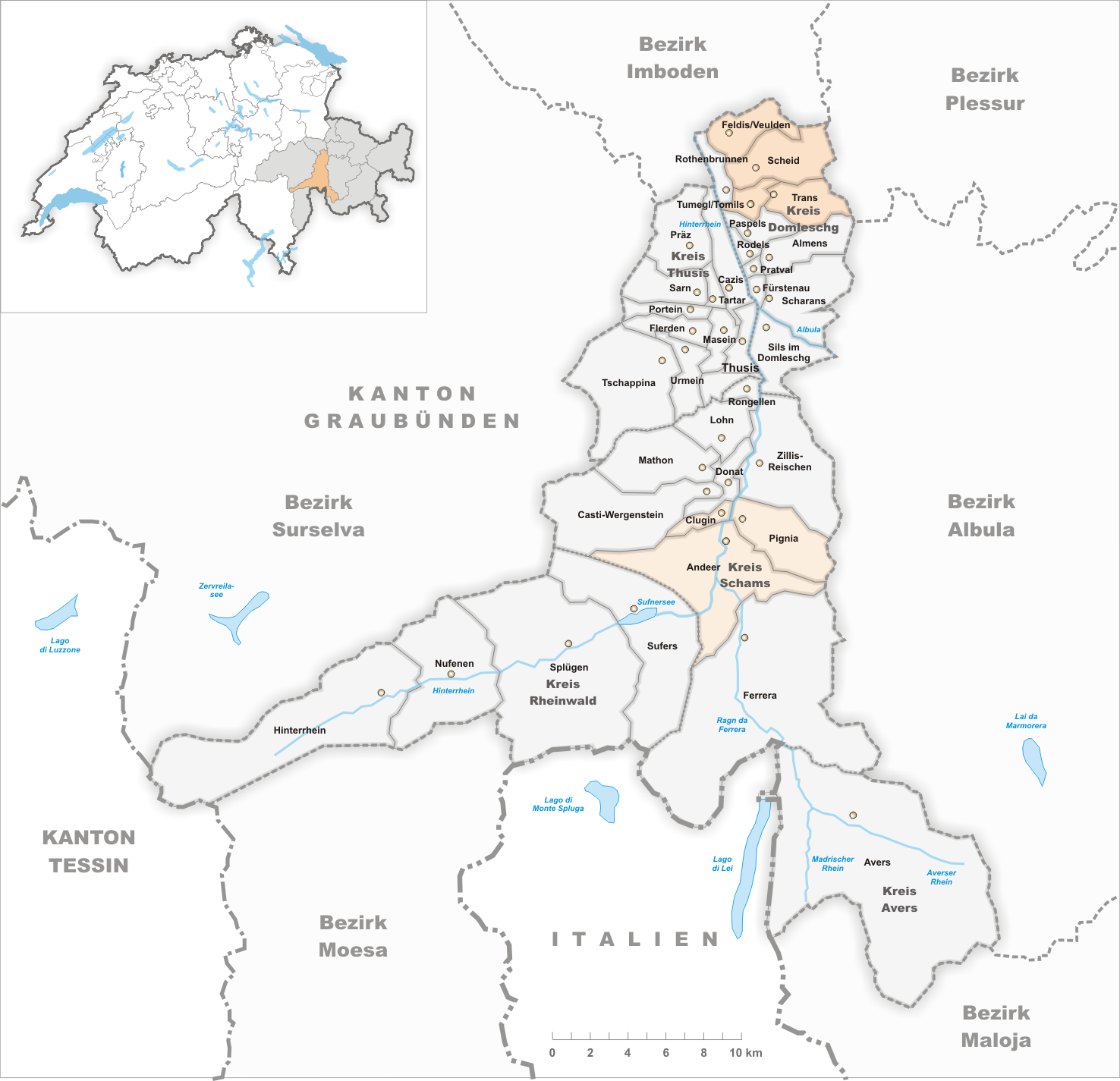
Gemeinden bis 2008
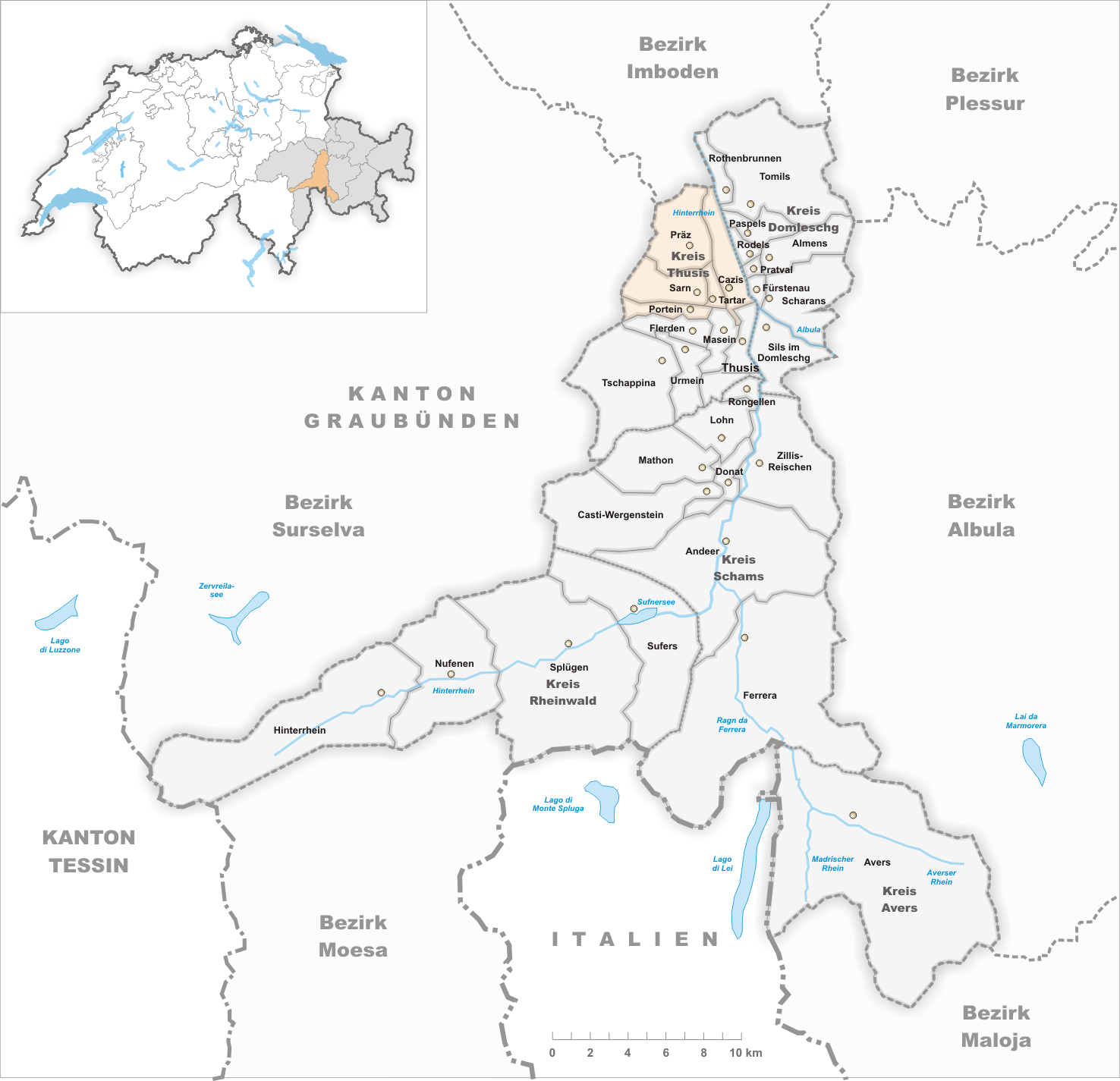
Gemeinden bis 2009
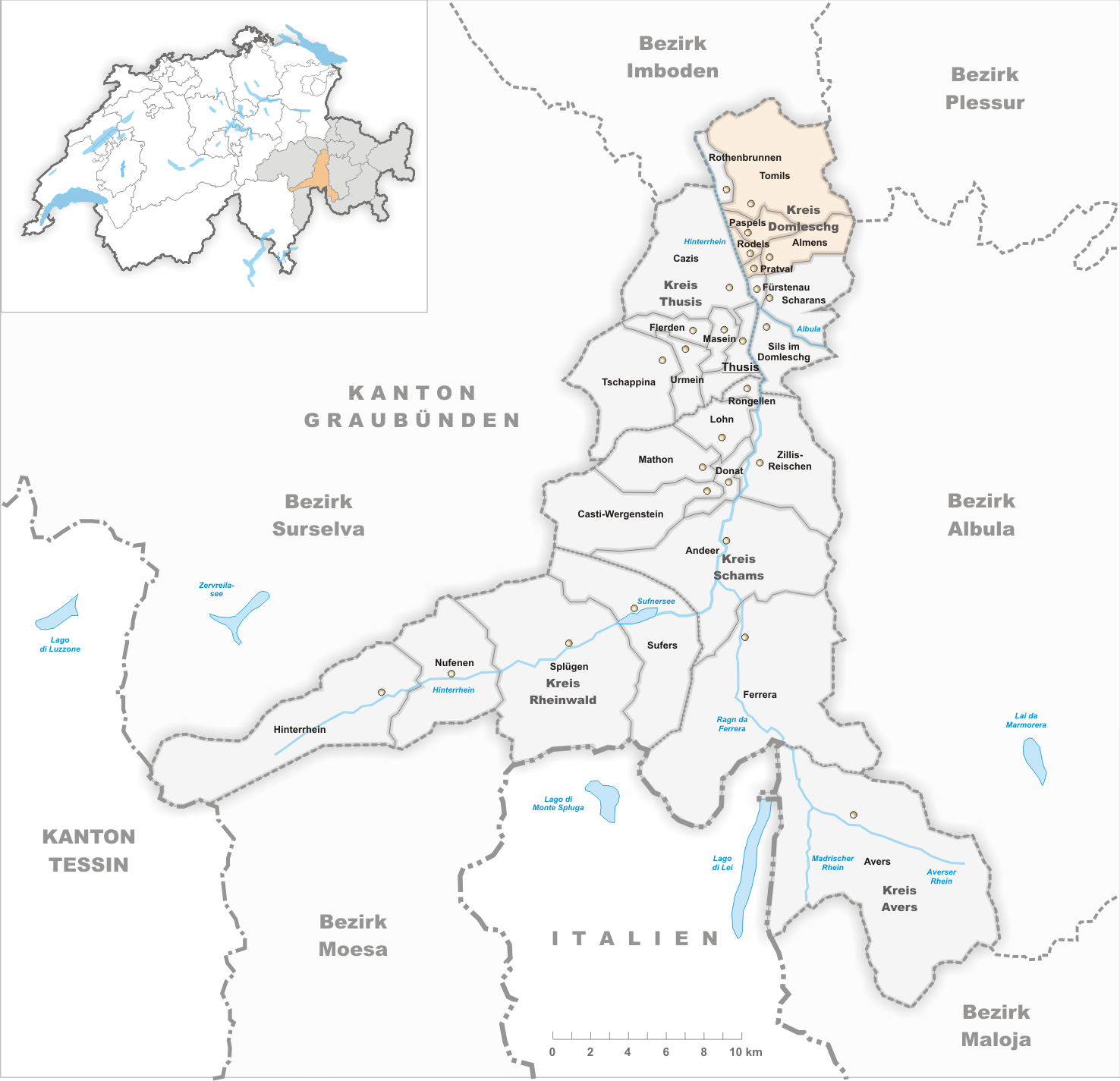
Gemeinden bis 2014

- 1875: Fusion Reischen und Zillis → Zillis-Reischen
- 1923: Fusion Casti und Wergenstein → Casti-Wergenstein
- 1953: Namensänderung von Pignieu → Pignia
- 1963: Landabtausch in der Gemeinde Innerferrera mit Italien für den Zugang zur Staumauer des Lago di Lei.
- 2001: Bezirkswechsel aller Gemeinden (ausser Safien und Tenna) des ehemaligen Bezirks Heinzenberg → Bezirk Hinterrhein
- 2003: Fusion Donath und Patzen-Fardün → Donat
- 2006: Fusion Splügen und Medels im Rheinwald → Splügen
- 2008: Fusion Ausserferrera und Innerferrera → Ferrera
- 2009: Fusion Feldis/Veulden, Scheid, Trans und Tumegl/Tomils → Tomils
- 2009: Fusion Andeer, Clugin und Pignia → Andeer
- 2010: Fusion Cazis, Portein, Präz, Sarn und Tartar → Cazis
- 2015: Fusion Almens, Paspels, Pratval, Rodels und Tomils → Domleschg